# 천중밍

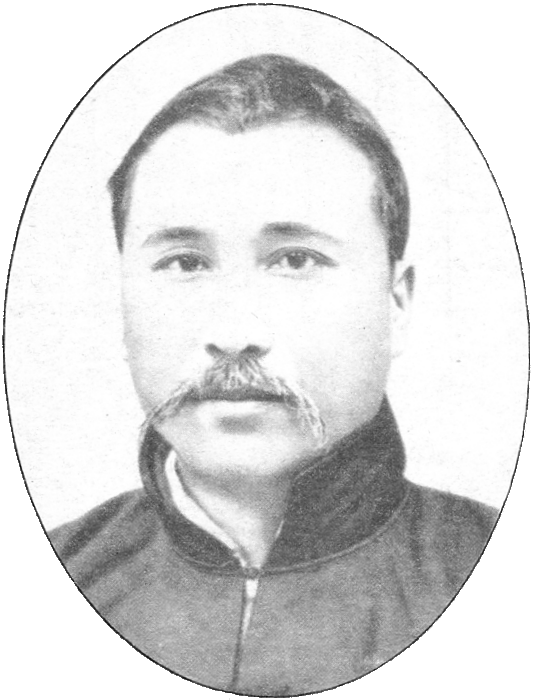
천중밍

천중밍(陳炯明, 1878년 1월 18일~1933년 9월 22일)은 중화민국의 변호사, 군벌, 연성자치론자, 정치인으로 1918년부터 1920년까지 민남호법구(閩南護法區)를 이끌었다. 광둥성 산웨이시 하이펑현에서 태어났고 쑨원 등이 1920년 세운 2차 광동군 정부에 참가하였으나 북벌을 주장하는 손문과 달리 광둥 지역 자치를 주장하여 갈등을 빚었고, 1922년 6월 16일 영풍함 사건을 일으켜 쑨원을 몰아냈다. 그러나 머지 않아 국민혁명군 동정(國民革命軍 東征)으로 몰락하여 영국령 홍콩으로 망명을 떠났다. 연성자치론자였던 진형명은 중국의 통일을 추구하는 국공 양측에서 박한 평가를 받았다.